# Giambattista Marino
Giambattista Marino (také Marini, 14. října 1569 – 25. března 1625) byl italský básník, zakladatel tzv. marinismu.

## Život
Jeho život byl poznamenán mnoha problémy – jeho vlastní otec jej vyhnal pro bouřlivý milostný život, sloužil jako tajemník v mnoha různých šlechtických domech. I tam ale zažíval většinou spory. V roce 1609 se na savojském královském dvoře dostal do tak ostrého konfliktu s básníkem Murtolou, že se ho tento pokusil zabít. V roce 1612 se dostal v nemilost savojského krále, uprchl proto na francouzský královský dvůr, kde si získal vynikající pověst. V roce 1623 se vrátil do Itálie, kde krátce nato zemřel.

## Dílo
Jeho básně jsou velmi citlivé, obrazné, ale neprocítěné, většinou spíše vykonstruované než spontánní, formálně ovšem mistrné. Tematikou je převážně smyslná láska ve všech svých podobách. Mariniho dílo je nesmírně rozsáhlé, typická je pro ně velká jazyková komplikovanost, ovlivněná stylem Španěla Luise Góngory. Ve své době byly velmi módní a Marini kolem sebe shromáždil množství epigonů. K jeho nejvýznamnějším dílům patří rozsáhlá sbírka kratších lyrických básní La Lira (tři svazky, 1602–1614), groteskní epická báseň Le Fischiate, několik dalších lyrických sbírek a především nesmírně rozsáhlý mytologický epos Adone (1623), mající kolem čtyřiceti pěti tisíc veršů v osmiveršovych stancích (abababcc).